# Dragonflight
Dragonflight este un roman științifico-fantastic de Anne McCaffrey din 1968 care a fost prima oară publicat în revista americană Analog Science Fiction and Fact. Este primul roman din lunga serie Dragonriders of Pern.
Prima parte, "Weyr Search", a fost povestirea de pe coperta Analog din octombrie 1967, ilustrată de John Schoenherr.
A doua parte, "Dragonrider", a fost un foileton în două părți, prima parte apărută în decembrie '67.
Cele două povestiri unite au fost publicate de Corgi și Ballantine Books în 1968.
În 1968, Weyr Search a fost nominalizat pentru Premiul Hugo și Nebula pentru cea mai bună nuvelă, câștigând Premiul Hugo. În anul următor onorurile s-au inversat: Dragonrider a fost nominalizat la Hugo și a câștigat Premiul Nebula.

## Povestea
Dragonflight prezintă povestea lui Lessa, singura supraviețuitoare a familiei conducătoare nobile din Ruatha Hold de pe continentul nordic din Pern. În timp ce restul familiei ei este ucis de un uzurpator crud, Fax, ea supraviețuiește deghizându-se într-un servitor, dar, de asemenea, și cu ajutorul abilităților ei telepatice ereditare care fac pe alții s-o vadă mult mai în vârstă decât este cu adevărat.  Ea călărește dragonul auriu Ramoth.

## Legături externe
- en  Istoria publicării lucrării "Weyr Search" la Internet Speculative Fiction Database
- en  Istoria publicării lucrării "Dragonrider" la Internet Speculative Fiction Database
- en  Istoria publicării lucrării Dragonflight la Internet Speculative Fiction Database